# 建設産業構造改善推進週間
建設産業構造改善推進週間（けんせつさんぎょうこうぞうかいぜんしゅうかん）とは、日本の建設産業の果たしている社会的使命を広く国民に周知し、建設産業への理解増進を図るための週間。
1992年（平成4年）に建設省（現国土交通省）が建設産業に対する印象の改善を図ることを目指して設置。毎年5月24日～6月6日の二週間。前半の5月24日～5月30日を全国週間、後半の6月1日～6月6日を地方週間としている。これは建設業法の公布日（1949年（昭和24年）5月24日）を起点とした期間である。
週間の実施に合わせて、国土交通省では建設マスター（優秀施行者国土交通大臣顕彰者）の選定を行い、建設産業従事者の地位向上に努めている。